# Campeonato Mundial de Natação em Piscina Curta de 2022 - 4x200 m livre masculino
A prova dos 4x200 metros nado livre masculino do Campeonato Mundial de Natação em Piscina Curta de 2022 foi disputada no dia 16 de dezembro de 2022, no Melbourne Sports and Aquatics Centre, em Melbourne, na Austrália.

## Recordes
Antes desta competição, os recordes mundiais e do campeonato nesta prova eram os seguintes:
|                       | Nacionalidade | Tempo   | Local    | Data                   |
| --------------------- | ------------- | ------- | -------- | ---------------------- |
| Recorde mundial       | Brasil        | 6:46.81 | Hangzhou | 14 de dezembro de 2018 |
| Recorde do campeonato | Brasil        | 6:46.81 | Hangzhou | 14 de dezembro de 2018 |

Os seguintes recordes mundiais ou do campeonato foram estabelecidos durante esta competição:
| Data           | Evento | Nome                                                                                          | Nacionalidade  | Tempo   | Notas |
| -------------- | ------ | --------------------------------------------------------------------------------------------- | -------------- | ------- | ----- |
| 16 de dezembro | Final  | Kieran Smith (1:41.04) Carson Foster (1:40.48) Trenton Julian (1:41.44) Drew Kibler (1:41.16) | Estados Unidos | 6:44.12 | ,     |

## Medalhistas
| Ouro | Prata | Bronze                                                                                          |
| Estados Unidos · Kieran Smith · Carson Foster · Trenton Julian · Drew Kibler · Jake Magahey[a] · Jake Foster[a] | Austrália · Thomas Neill · Kyle Chalmers · Flynn Southam · Mack Horton · Clyde Lewis[a] · Stuart Swinburn[a] · Brendon Smith[a] | Itália · Matteo Ciampi · Thomas Ceccon · Alberto Razzetti · Paolo Conte Bonin · Manuel Frigo[a] |

a  Nadadores que participaram apenas nas eliminatórias e receberam medalhas.

## Cronograma
Todos os horários são locais (UTC+11). 
| Data           | Hora  | Evento        |
| -------------- | ----- | ------------- |
| 16 de dezembro | 12:36 | Eliminatórias |
| 16 de dezembro | 21:45 | Final         |

## Resultados

### Eliminatórias
As eliminatórias ocorreram no dia 16 de dezembro com início às 12:36.
| Colocação | Bateria | Raia | Nacionalidade  | Nadadores                                                                                                | Tempo   | Notas            |
| --------- | ------- | ---- | -------------- | --- | ------- | ---------------- |
| 1         | 2       | 4    | Estados Unidos | Trenton Julian (1:43.13) Jake Magahey (1:43.24) Jake Foster (1:45.29) Drew Kibler (1:41.97)              | 6:53.63 | Q                |
| 2         | 2       | 6    | Japão          | Temma Watanabe (1:43.45) Hidenari Mano (1:43.59) Shuya Matsumoto (1:44.59) Katsuhiro Matsumoto (1:42.63) | 6:54.26 | Q                |
| 3         | 2       | 5    | Itália         | Matteo Ciampi (1:43.50) Manuel Frigo (1:44.06) Paolo Conte Bonin (1:43.28) Alberto Razzetti (1:43.70)    | 6:54.54 | Q                |
| 4         | 2       | 3    | Austrália      | Clyde Lewis (1:44.33) Flynn Southam (1:42.20) Stuart Swinburn (1:44.37) Brendon Smith (1:43.93)          | 6:54.83 | Q                |
| 5         | 1       | 3    | Coreia do Sul  | Hwang Sun-woo (1:41.97) Kim Woo-min (1:42.95) Lee Ho-joon (1:43.57) Yang Jae-hoon (1:46.75)              | 6:55.24 | Q,               |
| 6         | 2       | 2    | Bulgária       | Petar Mitsin (1:43.76) Kaloyan Bratanov (1:43.68) Antani Ivanov (1:43.55) Yordan Yanchev (1:45.43)       | 6:56.42 | Q,               |
| 7         | 1       | 2    | Espanha        | Sergio de Celis (1:45.16) Mario Mollà (1:43.51) Luis Dominguez (1:43.57) Hugo González (1:44.55)         | 6:56.79 | Q                |
| 8         | 1       | 6    | Canadá         | Ruslan Gaziev (1:44.73) Ilya Kharun (1:45.43) Yuri Kisil (1:46.02) Finlay Knox (1:44.67)                 | 7:00.85 | Q                |
| 9         | 1       | 4    | Brasil         | Lucas Peixoto (1:45.45) Breno Correia (1:43.52) Leonardo Coelho Santos (1:44.88) Pedro Spajari (1:48.47) | 7:02.32 |                  |
| 10        | 1       | 7    | Nova Zelândia  | Ben Littlejohn (1:44.60) Carter Swift (1:45.68) Cameron Gray (1:46.07) Louis Clark (1:46.76)             | 7:03.11 | Recorde nacional |
| 11        | 1       | 5    | China          | Pan Zhanle (1:44.85) Tao Guannan (1:46.04) Chen Juner (1:45.33) Chen Ende (1:50.04)                      | 7:06.26 |                  |
| 12        | 2       | 7    | Hong Kong      | Cheuk Ming Ho (1:47.15) Hayden Kwan (1:49.02) Adam Chillingworth (1:51.81) Ng Yan Kin (1:53.63)          | 7:21.61 | Recorde nacional |

### Final
A final foi realizada no dia 16 de dezembro com início às 21:45.
| Colocação         | Raia | Nacionalidade  | Nadadores                                                                                                | Tempo   | Notas              |
| ----------------- | ---- | -------------- | --- | ------- | ------------------ |
| Medalha de ouro   | 4    | Estados Unidos | Kieran Smith (1:41.04) Carson Foster (1:40.48) Trenton Julian (1:41.44) Drew Kibler (1:41.16)            | 6:44.12 | Recorde mundial    |
| Medalha de prata  | 6    | Austrália      | Thomas Neill (1:41.50) Kyle Chalmers (1:40.35) Flynn Southam (1:41.50) Mack Horton (1:43.19)             | 6:46.54 | Recorde da Oceania |
| Medalha de bronze | 3    | Itália         | Matteo Ciampi (1:42.68) Thomas Ceccon (1:42.61) Alberto Razzetti (1:42.76) Paolo Conte Bonin (1:41.58)   | 6:49.63 | Recorde nacional   |
| 4                 | 2    | Coreia do Sul  | Hwang Sun-woo (1:40.99) Kim Woo-min (1:42.03) Lee Ho-joon (1:42.92) Yang Jae-hoon (1:43.73)              | 6:49.67 | Recorde nacional   |
| 5                 | 5    | Japão          | Temma Watanabe (1:43.78) Katsuhiro Matsumoto (1:40.66) Hidenari Mano (1:43.18) Shuya Matsumoto (1:44.42) | 6:52.04 | Recorde nacional   |
| 6                 | 1    | Espanha        | Luis Dominguez (1:43.02) Mario Mollà (1:42.69) Hugo González (1:44.30) Sergio de Celis (1:43.12)         | 6:53.13 | Recorde nacional   |
| 7                 | 8    | Canadá         | Finlay Knox (1:43.96) Ruslan Gaziev (1:44.32) Ilya Kharun (1:45.51) Javier Acevedo (1:42.23)             | 6:56.02 |                    |
| 8                 | 7    | Bulgária       | Petar Mitsin (1:44.31) Kaloyan Bratanov (1:43.93) Antani Ivanov (1:44.45) Yordan Yanchev (1:46.43)       | 6:59.12 |                    |

Legenda
| Recorde mundial       | Recorde mundial (World record)               |                       | Recorde africano                      | Recorde africano (African) |                                           | Q | Classificado por posição (Qualified) |
| Recorde do campeonato | Recorde do campeonato (Championship record)  | Recorde da América    | Recorde da América (Americas)         | q                          | Classificado por melhor tempo (Qualified) |   |                                      |
| Melhor marca do ano   | Melhor marca do ano (World leading)          | Recorde asiático      | Recorde asiático (Asian)              | DNS                        | Não largou (Did not start)                |   |                                      |
| Recorde nacional      | Recorde nacional (National record)           | Recorde europeu       | Recorde europeu (European)            | DNF                        | Não terminou (Did not finish)             |   |                                      |
| Recorde pessoal       | Recorde pessoal do atleta (Personal best)    | Recorde da Oceania    | Recorde da Oceania (Oceania)          | DSQ / DQ                   | Desclassificado (Disqualified)            |   |                                      |
| Recorde da temporada  | Recorde da temporada do atleta (Season best) | Recorde sul-americano | Recorde sul-americano (South America) | NM                         | Sem marca (No mark)                       |   |                                      |